# (1578) Kirkwood
(1578) Kirkwood – planetoida należąca do zewnętrznej części pasa głównego asteroid.

## Odkrycie
Została odkryta 10 stycznia 1951 roku w Goethe Link Observatory (Indiana Asteroid Program) w Brooklynie w stanie Indiana. Nazwa planetoidy pochodzi od amerykańskiego astronoma Daniela Kirkwooda, który jako pierwszy zaobserwował przerwy pomiędzy pierścieniami w głównym pasie planetoid. Przed nadaniem nazwy planetoida nosiła oznaczenie tymczasowe (1578) 1951 AT.

## Orbita
Planetoida okrąża Słońce w ciągu 7 lat i 289 dni w średniej odległości 3,93 au. 1578 Kirkwood należy do planetoid z rodziny Hilda, poruszających się po zbliżonych orbitach i pozostających w rezonansie 3:2 z Jowiszem.